# Francesco Adriano Ceva
Francesco Adriano Ceva (Mondovì, 1580 – Roma, 12 ottobre 1655) è stato un cardinale italiano, originario dell'allora ducato di Savoia.

Stemma Ceva

Era un membro della casata dei marchesi di Ceva. Figlio del marchese Garzilasco Ceva, venne battezzato come Hadriano, o più semplicemente Adriano. Il nome Francesco è stato aggiunto successivamente oppure non è stato riportato a causa di un errore nei registri dell'epoca.

## Biografia
Da giovane si recò a Roma dove divenne prelato al servizio del cardinale Maffeo Barberini, il quale venne successivamente eletto papa col nome di Urbano VIII. Prestò servizio come segretario nella legazione di Barberini in Francia. Sembra che sia stato anche uno dei fautori dell'ascesa dello stesso Barberini al soglio pontificio.
Successivamente alla sua elezione, Urbano VIII continuò a servirsi di Ceva come prelato, fino alla sua nomina di nunzio apostolico straordinario per la Francia.
Ceva venne elevato cardinale nel 1643, con il titolo cardinalizio di Santa Prisca. Con la morte del pontefice, avvenuta l'anno successivo, Ceva partecipò al conclave del 1644 che elesse papa Innocenzo X ed ancora a quello del 1655 che elesse papa Alessandro VII.
Morì pochi mesi dopo il conclave, il 12 ottobre 1655, per una forma di gotta. È sepolto nel battistero della Basilica di San Giovanni in Laterano, a Roma.